# Pascal Gauchon
Pascal Gauchon, né le 24 mars 1950 à Paris, est un éditeur et géopolitologue français.
Ancien homme politique d'extrême droite, il est dans sa jeunesse secrétaire général du Parti des forces nouvelles (1974-1978).
Il devient par la suite directeur de Prepasup, directeur de collection aux Presses universitaires de France et auteur d'une trentaine d'ouvrages de géopolitique.

## Biographie

### Formation
Après une classe préparatoire littéraire au lycée Louis-le-Grand, il est admis à l'École normale supérieure en 1970 et obtient l'agrégation d'histoire en 1973.
En 1974, il prépare une thèse de doctorat sur « L'Italie contemporaine », finalement non achevée.

### Jeunesse politique (1972-1981)
À l'ENS, il milite au Groupe union défense. Sous le pseudonyme « Pascal Yague », il collabore à la Revue d'histoire du fascisme jusqu'en 1974.
Membre du groupuscule néofasciste Ordre nouveau, il sert d'interprète lors des rencontres entre les dirigeants du groupe et ceux du Mouvement social italien. En 1972, il participe à la rédaction de l'ouvrage doctrinal d'ON, portant le même nom, puis intègre le conseil national. Il est encore candidat suppléant sous ces couleurs lors des élections législatives de mars 1973, avant d'intégrer brièvement le secrétariat permanent jusqu'à la dissolution du mouvement en juin 1973. Il anime ensuite les Comités faire front à Paris, et préside un temps le Front de la jeunesse. 
L'année suivante, il appuie la candidature de Valéry Giscard d'Estaing à l'élection présidentielle de 1974 contre celle de Jean-Marie Le Pen portée par le Front National. A l'issue, il s'associe en juin 1974 au Comité d'initiative pour la construction d'un parti nationaliste (CICPN) — avec François Brigneau, Jean-François Galvaire, Roland Gaucher, Jack Marchal, Alain Robert notamment — puis devient en novembre secrétaire général du Parti des forces nouvelles (PFN), parti d’extrême droite d’inspiration néofasciste,. Il continue à cette époque à soutenir le MSI, estimant dans un article de 1974 que l'Italie et la France « vivent au même rythme politique »,.
En mars 1975, il appelle de ses vœux la constitution d'une « nouvelle droite » pour faire pièce à la « vieille droite ». En avril de la même année, avec une cinquantaine de membres du PFN, il s'introduit dans les locaux de l'UNESCO (occupant plusieurs heures le 8e étage) pour protester dans une lettre ouverte à l'ONU contre la rupture des accords de Paris par le Nord-Vietnam.
Aux élections municipales de 1977 à Paris, il soutient la candidature de Jacques Chirac qui est élu face à Michel d'Ornano.
Il est candidat aux élections législatives de mars 1978 dans la 12e circonscription de Paris. Il devient ensuite rédacteur en chef de Défense de l'Occident, revue du « socialisme national » de Maurice Bardèche, après l'assassinat de François Duprat le 18 mars 1978,,. Pierre-André Taguieff estime qu'il « renouvelle [son] équipe rédactionnelle », « en y amenant de jeunes universitaires », tandis que Pauline Picco relève que sa prise de responsabilité amène « une multiplication des articles portant sur l'extrême droite italienne ».
En 1979, il fait paraître aux Presses universitaires de France, avec Thierry Buron (également membre du PFN) un ouvrage de synthèse sur Les Fascismes, que Pierre Milza estime « très favorable au phénomène étudié ». En mai, il participe, en 4e position, derrière Michel de Saint Pierre, Jean-Louis Tixier-Vignancour et Jean-Marie Le Pen, à la tentative de liste commune PFN/FN pour les premières élections européennes, nommée Union française pour l'Eurodroite des patries (UFEP), avant de déposer sa propre liste sous l'appellation Union française pour l'Eurodroite (UFE), conduite par Jean-Louis Tixier-Vignancour, Alain Robert et Joseph Ortiz. Cette liste ne recueille qu'1,31 % des voix.
En janvier 1980, il participe sur Antenne 2 à un débat sur le coup d'État du 11 septembre 1973 au Chili, au cours duquel il prend la défense d'Augusto Pinochet. En mai, convaincu du chef de « recel de document volé », il est condamné par le tribunal correctionnel de Paris à deux mois de prison avec sursis pour avoir fait publier dans Initiative nationale, l'organe du PFN, un texte dérobé dans les locaux de la Ligue des droits de l'homme. Cette condamnation n'est pas inscrite à son casier judiciaire, il peut en novembre de la même année, être candidat à l'élection législative partielle dans la 4e circonscription de la Gironde.
En septembre, il prend part avec Jacques Médecin et Philippe Malaud au comité français de soutien à Ronald Reagan présidé par Alain de Sancy.
En concurrence avec Jean-Marie Le Pen, il ne parvient pas à réunir les parrainages nécessaires pour se présenter, comme candidat du PFN, à l'élection présidentielle de 1981 (Roland Hélie dirigeait sa pré-campagne). Le 9 avril 1981, il appelle donc à soutenir Jacques Chirac au premier tour et à voter contre François Mitterrand au second tour.
Candidat aux élections législatives de 1981 dans la 5e circonscription de Paris, avec comme suppléant Pierre Jonquères d'Oriola, il recueille 3,26 % des voix et se retire de la direction du PFN à l'issue.
Le 18 février 1982, le PFN acte sa rupture avec Pascal Gauchon et Jean-Louis Tixier-Vignancour lors d'une réunion publique à la Mutualité.

### Parcours professionnel
En 1975, il enseigne d'abord l'histoire et la géographie dans une classe « composée uniquement d'enfants de travailleurs immigrés », à Aulnay-sous-Bois. Il a aussi été officier de réserve.
Après les élections de 1981, âgé de 31 ans, il se consacre à l'enseignement et à l'édition. Il ouvre en novembre la librairie Vastra, 9 rue Surcouf, dans le septième arrondissement de Paris. De 1985 à 2011, il est directeur de Prépasup, un institut privé spécialisé dans les classes préparatoires aux grandes écoles commerciales (ESSEC, HEC, ESCP Europe, EM Lyon, EDHEC) et aux instituts d'études politiques. Il assure un cours d'histoire, de géographie et de géopolitique en troisième année de classes préparatoires à Ipesup.
Après avoir écrit plusieurs ouvrages chez Ellipses pour préparer les concours aux grandes écoles, il est nommé en 1992, par Michel Prigent directeur de la collection « Major » aux Presses universitaires de France, malgré l'opposition puis la démission, « au nom des valeurs républicaines », d'Olivier Duhamel et de Jean-Luc Parodi,.
En 2008, il crée la société Anteios qui publie un rapport annuel et qui décerne le prix du festival de géopolitique de Grenoble, manifestation dont il a été à l'initiative avec Jean-Marc Huissoud et Jean-François Fiorina. Il préside toujours la remise du Prix du meilleur livre de géopolitique lorsqu'il passe sous l'égide de la société Axyntis ,.
En 2012, il fait partie du comité de parrainage  du projet Notre antenne, qui donnera naissance à la web-tv d'extrême-droite TV Libertés en 2014, dont il n'intègre pas l'équipe,.
Le 28 mars 2014, il lance un trimestriel consacré aux questions internationales, Conflits, rangé par La Lettre A parmi les « nouveaux médias de droite » .  
En 2018, il est membre du comité scientifique de l'Institut des sciences sociales, économiques et politiques, fondé et dirigé jusqu'en mai 2022 par Marion Maréchal,.
Depuis 2020, il enseigne dans une nouvelle classe préparatoire parisienne appelée Autrement et fondée par Christophe Cadet, proche de Tiphaine Auzière, ce qui crée une polémique,.

## Publications
- Propositions pour une nation nouvelle, Parti des forces nouvelles, 1974 (BNF 34558257) ;
- Avec Thierry Buron, Les Fascismes, PUF, 1979  (ISBN 2-13-035796-2) ;
- La Droite en mouvements, nationaux et nationalistes, 1962–1981 (avec Philippe Vilgier), Paris, Vastra, 1981 ;
- OAS : histoire de la Résistance française en Algérie (avec Patrick Buisson, préf. Pierre Sergent), Jeune pied-noir, 1984 ;
- Méthodologie de la dissertation (avec Maxime Lefebvre), Ellipses-Marketing, 1990 ;
- Se préparer à l'oral (avec Maxime Lefebvre), Ellipses-Marketing, 1990  (ISBN 2-7298-9030-0) ;
- L'Épreuve de cartographie : classes préparatoires HEC, entrée en AP Sciences po, classes de terminales, Ellipses, 1991  (ISBN 2-7298-9118-8) ;
- La Dissertation d'histoire à l'entrée de Sciences Po (sous sa direction), Ellipses, 1992  (ISBN 2-7298-9212-5) ;
- L'Épreuve de questions multiples d'histoire à l'entrée de Sciences Po (sous sa direction), Ellipses, 1992  (ISBN 2-7298-9213-3) ;
- La Genèse du nouvel ordre mondial : de l'invasion de l'Afghanistan à l'effondrement du communisme (avec Maxime Lefebvre et Dan Rotenberg, préf. Patrick Wajsman), Ellipses, 1992  (ISBN 2-7298-9203-6).
- Les Capitalismes américain, européen et japonais en compétition, PUB, 1997  (ISBN 2-13-048510-3) ;
- Vocabulaire d'actualité économique : acteurs, espaces et enjeux économiques contemporains, Ellipses, 1998 ;
- Histoire et géographie économiques : se préparer à l'oral, Ellipses Marketing, 1998 ;
- Mondialistes et Français toujours ? : le monde, les États-Unis et nous, PUF, Major, 2000 ;
- La Triade dans la nouvelle économie mondiale (avec Dominique Hamon et Annie Mauras), PUF, Major, 2002 ;
- L'Exception américaine, PUF, Major, 2004 ;
- Le Nouveau Monde : géopolitique des Amériques (avec Yves Gervaise), PUF, 2005 ;
- Géopolitique du développement durable (avec Cédric Tellenne), PUF, 2005 ;
- Le Modèle français depuis 1945, PUF, Que sais-je ?, 2006 ; rééd. 2019 ;
- Inde, Chine à l'assaut du monde, PUF, 2006  — rapport Anteios annuel ;
- Les Grandes Puissances du XXIe siècle (avec Jean-Marc Huissoud), PUF, 2008  — rapport Anteios annuel ;
- Le Monde : manuel de géopolitique et de géoéconomie (sous sa direction, avec Patrice Touchard), PUF, 2008 ;
- 1001 fautes à éviter en arabe (sous sa direction), PUF, « Major », 2008 ;
- Un monde d'entreprises, PUF, « Major », 2009  — rapport Anteios annuel ;
- Les 100 lieux de la géopolitique (avec Jean-Marc Huissoud), PUF, Que sais-je ?, 2009 ; rééd. 2021 ;
- Les 100 mots de la géopolitique (avec Jean-Marc Huissoud), PUF, Que sais-je ?, 2010 ; rééd. 2019 ;
- Vive la France quand même ! : les atouts de la France dans la mondialisation (sous sa direction, avec Jean-Marc Huissoud), PUF, « Major », 2010  — rapport Anteios annuel ;
- Dictionnaire de géopolitique et de géoéconomie, PUF, « Major », 2011 ;
- Géopolitique de la France : plaidoyer pour la puissance, PUF, « Major », 2012.